# Boeing Model 81
 (juin 2024).
La mise en forme du texte ne suit pas les recommandations de Wikipédia : il faut le « wikifier ».
Les points d'amélioration suivants sont les cas les plus fréquents :
- Les titres sont pré-formatés par le logiciel. Ils ne sont ni en capitales, ni en gras.
- Le texte ne doit pas être écrit en capitales (les noms de famille non plus), ni en gras, ni en italique, ni en « petit »…
- Le gras n'est utilisé que pour surligner le titre de l'article dans l'introduction, une seule fois.
- L'italique est rarement utilisé : mots en langue étrangère, titres d'œuvres, noms de bateaux, etc.
- Les citations ne sont pas en italique mais en corps de texte normal. Elles sont entourées par des guillemets français : « et ».
- Les listes à puces sont à éviter, des paragraphes rédigés étant largement préférés. Les tableaux sont à réserver à la présentation de données structurées (résultats, etc.).
- Les appels de note de bas de page (petits chiffres en exposant, introduits par l'outil «  Source ») sont à placer entre la fin de phrase et le point final[comme ça].
- Les liens internes (vers d'autres articles de Wikipédia) sont à choisir avec parcimonie. Créez des liens vers des articles approfondissant le sujet. Les termes génériques sans rapport avec le sujet sont à éviter, ainsi que les répétitions de liens vers un même terme.
- Les liens externes sont à placer uniquement dans une section « Liens externes », à la fin de l'article. Ces liens sont à choisir avec parcimonie suivant les règles définies. Si un lien sert de source à l'article, son insertion dans le texte est à faire par les notes de bas de page.
- La présentation des références doit suivre les conventions bibliographiques. Il est recommandé d'utiliser les modèles {{Ouvrage}}, {{Chapitre}}, {{Article}}, {{Lien web}} et/ou {{Bibliographie}}. Le mode d'édition visuel peut mettre en forme automatiquement les références.
- Insérer une infobox (cadre d'informations à droite) n'est pas obligatoire pour parachever la mise en page.

Pour une aide détaillée, merci de consulter Aide:Wikification.
Si vous pensez que ces points ont été résolus, vous pouvez retirer ce bandeau et améliorer la mise en forme d'un autre article.

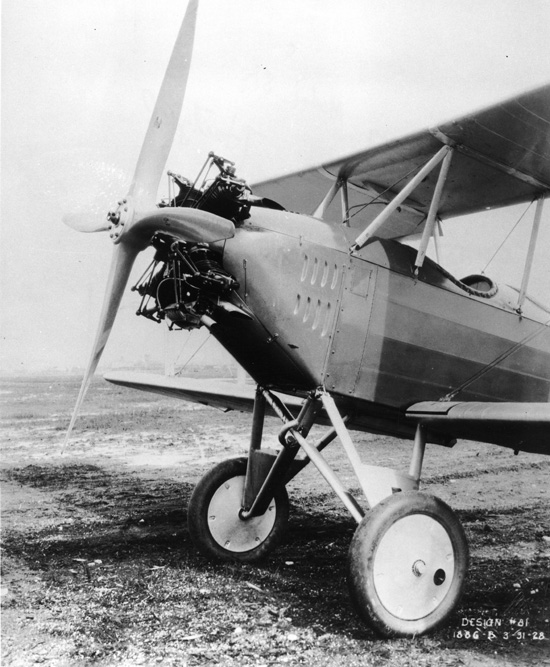
Gros plan du Boeing 81 montrant le moteur radial Fairchild-Caminez 4-cylindres de 125 ch.

Le Boeing Model 81 était un avion d'entraînement américain construit par Boeing en 1928. Le Model 81 était un développement du Model 64 (en). Il était propulsé par un moteur nouvellement développé, le moteur radial Fairchild-Caminez 4-cylindres de 125 ch. Fonctionnant à un régime beaucoup plus bas que la plupart des moteurs (1 000 tr/min), il nécessitait l'utilisation d'une grande hélice à pas élevé.
Après les premiers essais en vol avec le Fairchild-Caminez, le prototype a été rééquipé avec un moteur Axelson de 145 ch, redésigné Model 81A et livré à la Boeing School of Aeronautics. Là, il a été rééquipé plusieurs fois, d'abord avec un moteur Axelson de 115 ch redésigné Model 81B. Il a ensuite reçu un moteur Wright J-6-5 de 165 ch, puis un Kinner K-5 de 100 ch et une dérive verticale redessinée. Redésigné Model 81C, il serait plus tard retiré du service d'entraînement, rééquipé d'un moteur Axelson, et utilisé comme entraîneur en classe.
Le 21 juin 1928, le second Model 81 construit a été livré à l'US Navy à Anacostia, Maryland pour 8 300 $, et redésigné Boeing XN2B. Son essai avec le moteur Fairchild s'est avéré insatisfaisant, et le 10 janvier 1929, il a été rééquipé par Wright Aeronautical avec un moteur Wright J-6-5 de 160 ch. Malgré des performances accrues, il n'a pas été commandé en production.

## Variantes
81
Avion original équipé du moteur Caminez
81A
Moteur Axelson de 145 ch
81B
Moteur Axelson de 115 ch
81C
Moteur Kinner K-5 de 100 ch, queue redessinée.
XN2B
Désignation de l'US Navy.

## Opérateurs
États-Unis
- Boeing School of Aeronautics

## Caractéristiques (XN2B)
- Référence[5]
- Équipage : 2
- Longueur : 7,82 m (25 pieds 8 pouces)
- Envergure : 10,67 m (35 pieds)
- Hauteur : 3,40 m (11 pieds 2 pouces)
- Surface alaire : 24,06 m² (259 pieds²)
- Masse à vide : 750 kg (1 652 lb)
- Masse maximale : 988 kg (2 178 lb)
- Nombre de moteurs : 1
- Type de moteur : Fairchild-Caminez
- Puissance : 93 kW (125 ch)
- Vitesse maximale : 167 km/h (103,9 mph)
- Vitesse de croisière : 138 km/h (86 mph)
- Autonomie : 539 km (335 miles)
- Plafond : 3 660 m (12 000 pieds)
- Taux de montée : 2,62 m/s (515 pieds/min)

## Bibliograhie
- (en) Peter M. Bowers, Boeing aircraft since 1916, Londres, Putnam Aeronautical Books, 1989 (ISBN 0-85177-804-6)